# Convocatoria II
Convocatoria II es el cuarto álbum solista del músico y pedagogo Claudio Gabis. Para este disco Gabis se rodeó de otros artistas del rock argentino y español, contando, entre otros, con Charly García, León Gieco, Fito Páez, Andrés Calamaro y Luz Casal.

## Historia
Habiendo pasado veinte años desde la edición de su último álbum solista, Claudio Gabis decide publicar un nuevo trabajo, contando con la participación de destacados artistas argentinos y españoles con los que ya había trabajado en ocasiones anteriores. De esas sesiones de grabación, realizadas en 1995, salen dos álbumes, Convocatoria I y Convocatoria II, editados en Argentina y Estados Unidos con dos años de diferencia entre ambos.

## Composición y grabación
Este álbum contiene canciones nuevas como "Bluguala de la salina grande", viejas músicas inéditas con letras nuevas: "Buenos Aires Shuffle", "Cuando quieras encontrarme", temas grabados anteriormente con Manal: "No pibe" y "Avellaneda blues", temas de los discos solistas de Gabis: "Boogie de Claudio", nuevas composiciones realizadas en colaboración con otros artistas: "En el fondo del mar", "El vuelo de tu falda" y "Maradona blues", y versiones de "Nena boba" de Pescado Rabioso, y "Para que nos sirven" de Billy Bond y La Pesada del Rock and Roll.
Las sesiones de grabación se realizaron en distintos estudios de Buenos Aires, Madrid y Londres.

## Portada
La tapa del álbum muestra a Claudio Gabis tocando su guitarra Gibson ES-335 color Red Wine, sobre un fondo de color fuego a su derecha y con la misma guitarra a su izquierda. Aparece en primer plano el texto "Claudio Gabis y la selección", Convocatoria II y la lista de invitados que participan en el álbum: Charly García, León Gieco, Andrés Calamaro, Fito Páez, Claudia Puyó, Alejo Stivel, Pedro Guerra, Moris, Alejandro Medina, Teddy Bautista y Luz Casal.

## Lista de canciones
| N.º | Título                                               | Vocalista principal | Duración |  |
| 1.  | «Nena boba (Luis Alberto Spinetta)»                  | Fito Páez           | 4:19     |  |
| 2.  | «No pibe (Javier Martínez)»                          | Claudia Puyó        | 4:20     |  |
| 3.  | «Maradona Blues (García/Gabis)»                      | Charly García       | 5:16     |  |
| 4.  | «Boogie de Claudio (Claudio Gabis)»                  | Andrés Calamaro     | 2:33     |  |
| 5.  | «Para que nos sirven (Napolitano/Canterini/Álvarez)» | Alejandro Medina    | 2:53     |  |
| 6.  | «Avellaneda blues (Gabis/Martínez)»                  | León Gieco          | 9:06     |  |
| 7.  | «Buenos Aires Shuffle (Moris/Gabis)»                 | Moris               | 5:23     |  |
| 8.  | «En el fondo del mar (Calamaro/Gabis)»               | Teddy Bautista      | 4:23     |  |
| 9.  | «Bluguala de la Salina Grande (Claudio Gabis)»       | (instrumental)      | 4:41     |  |
| 10. | «Cuando quieras encontrarme (Casal/Gabis)»           | Luz Casal           | 5:18     |  |
| 11. | «El vuelo de tu falda (Guerra/Gabis)»                | Pedro Guerra        | 4:54     |  |

## Créditos
- Claudio Gabis: guitarra eléctrica, guitarra acústica, guitarra slide
- Charly García: voz, piano
- Fito Páez: voz, piano, teclados
- Andrés Calamaro: voz, coros y teclados
- León Gieco: voz
- Luz Casal: voz
- Claudia Puyó: voz
- Alejandro Medina: voz
- Pedro Guerra: voz
- Teddy Bautista: voz
- Moris: voz
- Ciro Fogliatta: teclados, piano
- Leo Sujatovich: piano, órgano
- Tito Davila: piano, órgano
- Jorge Pinchevsky: violín
- Marcelo Fuentes: bajo eléctrico
- Horacio Fumero: bajo eléctrico
- Pedro Barceló: batería
- Tito Dávila: coros
- Miguel Blanco: arreglos de vientos
- Alejo Stivel: voz, coros, producción